# Иидзима, Ай
Ай Иидзима (яп. 飯島 愛 Иидзима Ай, 31 октября 1972 — 24 декабря 2008) — японская актриса

, телеведущая и писательница, бывшая порноактриса
.

## Биография
Родилась в Токио, при рождении носила имя Мацуэ Окубо (яп. 大久保松恵 Окубо Мацуэ). По словам Иидзимы у неё было трудное детство. Ещё будучи подростком, она стала жертвой изнасилования и была вынуждена сделать аборт. Иидзима сбежала из дома, впоследствии она описывала своё состояние так: «Я ненавидела своих родителей до такой степени, что согласилась бы даже жить с бездомными в парках, укрывшись обрывками газет». Чтобы заработать на жизнь Иидзима работала в караоке-барах, закусочных, была хостес в клубах квартала Гиндза, а также ходила на свидания за деньги.
Первое порно с Иидзимой, получившее название «All That Sexy Venus», вышло в апреле 1992 года. Иидзима быстро стала популярной, количество фильмов с её участием за короткое время превысило 100. Вскоре она попала на телевидение, дебютировав в качестве ведущей транслировавшейся ночью программы «Gilgamesh Night», вскоре она стала известна как «T-Back Queen», это прозвище Иидзима получила за неоднократно использовавшееся ею движение, в ходе которого она поворачивалась задом к камере и поднимала юбку, в результате чего в объектив попадали G-стринги Иидзимы, которые известны в Японии как «T-Back». В начале 1990-х годов, помимо порнофильмов Иидзима снималась также в многочисленных V-cinema фильмах, таких как снятая в августе 1992 года комедия Yuke yuke AV shinsengumi: Tenshi tachi no H na daisensō (яп. ゆけゆけＡＶ新撰組　天使たちのＨな大戦争 Юкэ юкэ ＡＶ синсэгуми тэнси тати но Ｈ на дайсэнсо) (в этом фильме также снялась Хитоми Сираиси), а также вышедшая в 1993 года эротическая комедия Costume Gourmet: T-Back Bride (яп. コスチューム・グルメ Tバックの花嫁). В возрасте 20 лет Иидзима объявила об окончании своей карьеры порноактрисы.
В июле 1993 года Иидзима выпустила музыкальный сингл Naisho DE Ai! Ai! (яп. ナイショ DE アイ!アイ!) и вскоре стала регулярно появляться на дневных ТВ-шоу. Вскоре Иидзима стала одной из наиболее успешных звёзд, сменивших порнографию на обычный шоу-бизнес. В декабре 1993 года она впервые снялась в непорнографическом фильме, исполнив роль ангела, спустившегося с небес на землю, в фильме Purupuru tenshi teki kyūjitsu (яп. ぷるぷる 天使的休日 Пурупуру тэнси тэки кюдзицу). Также факты из биографии Иидзимы были использованы при создании манги Time Traveler Ai (яп. ). Иидзима была известна своей открытостью и тем, что откровенно рассказывала о своём прошлом, а также личной жизни.

### Platonic Sex
В 2000 году Иидзима опубликовала частично основанную на фактах своей биографии книгу «Platonic Sex», в центре повествования находится девушка, которая сбежала из дома и стала порнозвездой. Книга стала бестселлером, было продано около 1,7 миллионов экземпляров. По состоянию на 2004 год «Platonic Sex» была переведена на корейский, китайский, испанский и итальянский языки. В феврале 2001 года в рамках рекламной кампании «Platonic Sex» Иидзима совершала поездку на Тайвань, в аэропорту она была буквально «осаждена» журналистами. Иидзима была популярна на Тайване ещё с начала 1990-х годов, когда туда попали порнофильмы с ней, и её популярность там не угасла в течение всей карьеры.
По мотивам книги был снят трёхчасовой ТВ-сериал, который в сентябре 2001 года демонстрировался на канале «Fuji Television». Главную роль в сериале исполнила Мари Хосино. На основе книги был снят ещё один фильм, в октябре 2001 года он был выпущен в кинотеатрах с рейтингом R15+ (лицам, младше 15 лет просмотр запрещён). Главную роль на этот раз исполнила Саки Кагами. Благодаря популярности книги и фильмов, получила широкое распространение часто использовавшаяся Иидзимой фраза ватаси тэки ни (яп.  мой путь).
Примерно в это же время Иидзима стала принимать участие в кампаниях по борьбе со СПИДом и ВИЧ, она продолжала эту деятельность на публичных форумах и в своём блоге до конца жизни.

### Дальнейшая карьера
К 2002 году Иидзима стала постоянной участницей нескольких ТВ-шоу.
В этот период жизни Иидзима общалась со многими представителями высшего общества Японии, однажды она обедала с Дзюнъитиро Коидзуми, занимавшим на тот момент пост министра здравоохранения. Иидзима утверждала, что будущий премьер-министр однажды обсуждал с ней половую жизнь разнокрылых стрекоз.
В ноябре 2004 года Иидзима принимала участие в программе ООН по борьбе со СПИДом, которая привела к учреждению Всемирного дня борьбы со СПИДом. В 2005 году Иидзима снялась в роли себя в фильме «Проклятие».

### Окончание карьеры
В конце 2006 года Иидзима взяла двухнедельный отпуск на своей работе в качестве ведущей ТВ-программы, транслировавшейся каждое воскресенье утром. Позднее она написала в блоге, что испытывает проблемы со здоровьем, это привело к появлению слухов о возможном уходе Иидзимы из шоу-бизнеса. В марте 2007 года, отвечая на вопрос ведущего программы Sunday Japon о правдивости этих слухов, Иидзима заявила: «Да, уже некоторое время я хочу уйти. На следующей неделе я сделаю заявление о своих планах на будущее».
В последний раз Иидзима появилась на телевидении в марте 2007 года в программе «KinSuma».

### Смерть
24 декабря 2008 года около 15:30 по местному времени Иидзима была найдена мёртвой в своей квартире. По данным полиции, смерть актрисы наступила за 7 дней до обнаружения тела.
Прощальная церемония с актрисой состоялась 1 марта 2009 года, на ней присутствовало около 700 человек.